# Lobe den Herrn, meine Seele, BWV 69

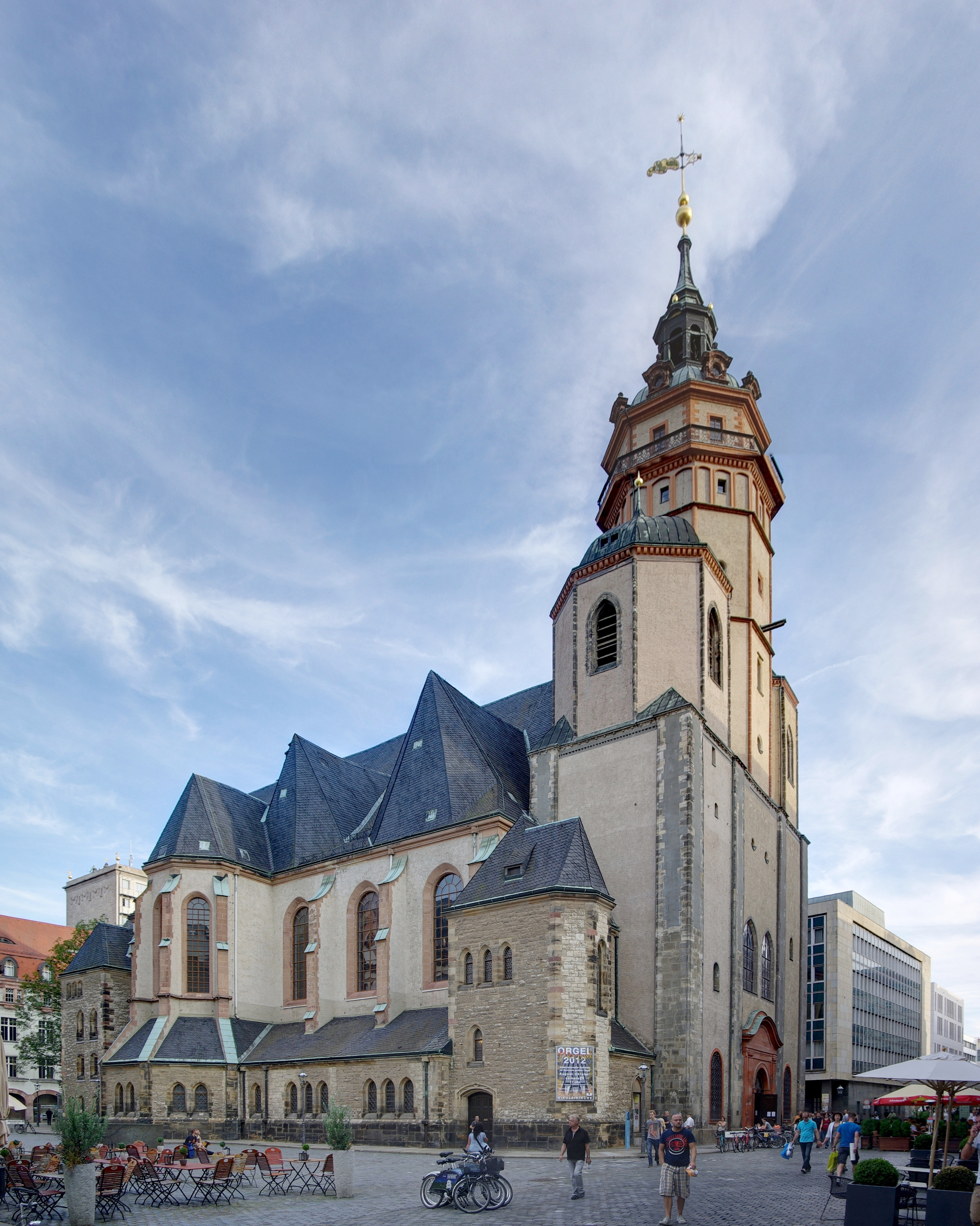
Nikolaikirche, lugar del estreno.

Lobe den Herrn, meine Seele, BWV 69 (Alaba al Señor, alma mía) es una cantata escrita por Johann Sebastian Bach en Leipzig para la inauguración de un consejo municipal en la iglesia, ceremonia también conocida como Ratswahl y estrenada el 26 de agosto de 1748.

## Historia
Bach había compuesto una cantata con este mismo título, Lobe den Herrn, meine Seele, BWV 69a, en 1723 durante su primer año como Thomaskantor en Leipzig. Algo después en la década de 1720 Bach revivió la pieza, modificando la instrumentación de una de las arias. Y mucho después, en 1748, reelaboró la cantata para el servicio eclesiástico que se celebró con motivo de la inauguración de un consejo municipal. Bach escribió un número de obras para esta misma ceremonia. Por ejemplo la cantata Gott, man lobet dich in der Stille, BWV 120. En esta forma, la cantata fue interpretada por primera vez el 26 de agosto de 1748.

## Análisis

### Texto
El texto del primer movimiento es del Salmo 103. El coral es el tercer verso de "Es woll uns Gott genädig sein" escrito por Martín Lutero en 1524. El autor del resto del texto se desconoce. Los recitativos y el coral fueron cambiados. La festiva orquestación de la pieza original era apropiada también para la nueva ocasión.

### Instrumentación
La obra está escrita para cuatro voces solistas (soprano, alto, tenor y bajo), un coro a cuatro voces; tres trompetas, timbales, tres oboes, oboe d'amore, fagot, dos violines, viola y bajo continuo.

### Estructura
Consta de seis movimientos.
1. Coro: Lobe den Herrn, meine Seele
2. Recitativo (soprano): Wie groß ist Gottes Güte doch
3. Aria (alto): Meine Seele, auf, erzähle
4. Recitativo (tenor): Der Herr hat große Ding an uns getan
5. Aria (bajo): Mein Erlöser und Erhalter
6. Coral: Es danke, Gott, und lobe dich

El coro y el aria para bajo se toman de BWV 69a sin alteraciones significativas. El segundo movimiento es un recitativo secco de soprano que se inicia al igual que en la versión original antes de la modulación a sol mayor. El aria de alto es transpuesto del tenor original para la voz de alto, y va acompañada por violín y oboe en lugar de flauta y oboe da caccia. El siguiente recitativo de tenor con acompañamiento de cuerda es "un ejemplo de la altamente emotiva línea melódica de recitativo de Bach en su punto más maduro y expresivo", aunque a medio camino, se mueve hacia un pasaje disonante y cromático. El coral de cierre incluye partes prominentes para trompeta y timbales.

## Discografía selecta
De esta pieza se han realizado una serie de grabaciones entre las que destacan las siguientes.
- 1982 – Die Bachkantate Vol. 67. Helmuth Rilling, Gächinger Kantorei, Bach-Collegium Stuttgart (Hänssler)
- 1997 – J.S. Bach: Complete Cantatas Vol. 6. Ton Koopman, Amsterdam Baroque Orchestra & Choir (Erato)
- 1999 – Bach Edition Vol. 9. Pieter Jan Leusink, Holland Boys Choir, Netherlands Bach Collegium (Brilliant Classics)